# Герб Кулинского района
Герб Кули́нского муниципа́льного райо́на — опознавательно-правовой знак, служащий официальным символом муниципального образования «Кулинский район». Утвержден решением районного Собрания Кулинского муниципального района № 45 от 16 июня 2011 года. Внесён в Государственный геральдический регистр Российской Федерации под номером 7161.

## Описание герба
Геральдическое описание гласит:

В золотом поле зеленая остроконечная гора, на которую надета золотая цепочка с четырьмя гроздьями подвесок; выше цепочки гора серебряная; и на вершине горы - черный, с золотыми глазами, клювом и лапами, обращенный вправо и обернувшийся орел с распростертыми крыльями.

## Обоснование символики

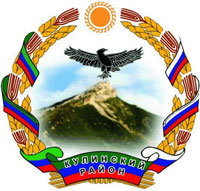
Герб Кулинского района до 2011 года

Герб отражает исторические, культурные, социально-экономические, национальные особенности и традиции Кулинского района.
Зелёная гора с серебряной (белой) заснеженной вершиной — указывает на горный рельеф Кулинского района, расположенного в предгорьях Самурского хребта Кавказских гор; зелёный цвет и заснеженные вершины подчеркивают живописность и контрастность природы, её переходы от зелёных полей до холодных, заснеженных вершин.
Сидящий на вершине горы орёл — символ свободы и духовного подъёма лакцев (титульного населения района). Считается, что орёл способен долететь до Солнца, смотреть на него, не мигая. В геральдике орёл — символ прозорливости, великодушия, господства. Обернувшийся орёл является символом устремлённости в славное прошлое, когда на территории Кулинского района находился центр мощного древнего государства «Тарго».
Золотая цепочка с подвесками — часть национального украшения, символ национальной культуры, мастерства местных ремесленников, олицетворяющий единство. 12 небольших подвесочек символически отражают 12 поселений составляющих единый Кулинский район.
Золотое поле полотнища — символ пространства заполненного солнечным цветом, символ созидательной энергии, источника жизни и тепла.
Жёлтый цвет (золото) — символ урожая, богатства, стабильности, уважения.
Зелёный цвет символизирует весну, здоровье, природу, молодость и надежду.
Белый цвет (серебро) — символ чистоты, совершенства, мира и взаимопонимания.
Чёрный цвет символизирует благоразумие, мудрость, скромность, честность.
На основе герба разработан флаг Кулинского района.

## Авторы герба
Авторская группа:
1. Идея герба: Саид Сулейманов (село Вачи), Константин Моченов (Химки);
2. Художник и компьютерный дизайн: Оксана Афанасьева (Москва);
3. Обоснование символики: Вячеслав Мишин (Химки).